# 반수소

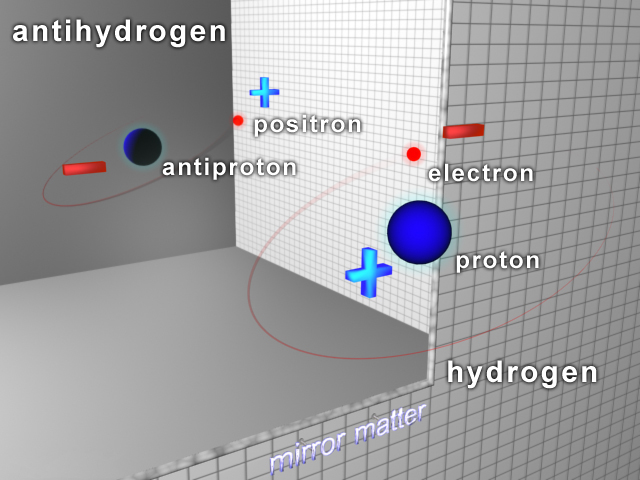

반수소란 -1의 전하를 가진 반양성자와 +1의 전하를 띠는 1개의 양전자(반전자)로 이루어진 반원자로, 수소의 반물질이다. 반수소는 입자 가속기를 통해 인공적으로 합성된다.

## 역사
1995년 유럽 입자 물리 연구소에서 최초의 반수소 원자가 만들어졌다. 2011년에는 반수소 입자를 15분간 유지시키는 데 성공하였다.

## 특성
CPT 정리에 의해 반수소 원자는 수소 원자와 질량, 자기 모멘트 등 대부분의 특성이 동일할 것으로 추측된다.
일반 원소와 반응하면 쌍소멸한다. 양전자(반전자)는 전자를 만나 감마선을 내며 쌍소멸한다. 반양성자는 양성자의 다른 쿼크와 결합하여 고에너지의 파이온을 형성한 뒤, 뮤온, 중성미자, 양전자, 전자의 물질로 쪼개진다.